# Rafuna
Rafuna (en serbe cyrillique : Рафуна) est un village de Serbie situé dans la municipalité de Lebane, district de Jablanica. Au recensement de 2011, il comptait 76 habitants.

## Démographie
| 1948 | 1953 | 1961 | 1971 | 1981 | 1991 | 2002 | 2011 |
| ---- | ---- | ---- | ---- | ---- | ---- | ---- | ---- |
| 450  | 510  | 504  | 390  | 235  | 173  | 131  | 76   |

|  |